# Torneo de Belgrado 2010
El Torneo de Belgrado es un evento de tenis que se disputa en Belgrado, Serbia,  se juega entre el 2 y 9 de mayo de 2010 haciendo parte de un torneo de la serie 250 de la ATP.

## Campeones
- Individuales masculinos:  Sam Querrey derrota a   John Isner por 3-6, 7-6(4), 6-4

- Dobles masculinos:  Santiago González /  Travis Rettenmaier derrotan a  Tomasz Bednarek /  Mateusz Kowalczyk por 7–6(6), 6–1